# Lewisville, Idaho
Lewisville är en ort i Jefferson County i Idaho. Orten har fått namn efter upptäcktsresanden Meriwether Lewis. Vid 2010 års folkräkning hade Lewisville 458 invånare.